# Arizona Bowl 2022
Match précédent Match suivant
L'Arizona Bowl 2022 est un match de football américain de niveau universitaire joué après la saison régulière de 2022, le 30 décembre 2022 au Arizona Stadium situé à Tucson dans l'État de l'Arizona aux États-Unis. 
Il s'agit de la 7e édition du Arizona Bowl.
Le match met en présence l'équipe des Bobcats de l'Ohio issue de la Mid-American Conference et l'équipe des Cowboys du Wyoming issue de la Mountain West Conference.
Il débute à 14 h 30 locales (22 h 30 en France) et est retransmis à la télévision par ESPN.
Sponsorisé par la société Barstool Sports (en), le match est officiellement dénommé le 2022 Barstool Sports Arizona Bowl. 
Ohio remporte le match sur le score de 30 à 27.

## Présentation du match
Il s'agit de la 3e rencontre entre les deux équipes, toutes remportées par Wyoming :
| Saison | Date              | Vainqueur | Score   | Perdant | Compétition      |
| ------ | ----------------- | --------- | ------- | ------- | ---------------- |
| 2007   | 22 septembre 2007 | Wyoming   | 34 - 33 | Ohio    | saison régulière |
| 2008   | 30 août 2008      | Wyoming   | 21 - 20 | Ohio    | saison régulière |

| Équipes                                                                                              | Couleurs | Conférences | Entraîneurs                 | Stats. saison rég. | Classements avant le bowl | Classements avant le bowl | Classements avant le bowl |
| --- | -------- | ----------- | --------------------------- | ------------------ | ------------------------- | ------------------------- | ------------------------- |
| Équipes                                                                                              | Couleurs | Conférences | Entraîneurs                 | Stats. saison rég. | CFP                       | AP                        | Coaches                   |
| Bobcats de l'Ohio                                                                                    |          | MAC         | Tim Albin (en) (2e saison)  | 9 - 4              | NC                        | NC                        | NC                        |
| Cowboys du Wyoming                                                                                   |          | MWC         | Craig Bohl (en) (9e saison) | 7 - 5              | NC                        | NC                        | NC                        |
| - Arbitre : Jeremy Parker (Sun Belt) - Équipe donnée favorite par les bookmakers : Ohio par 1½ point |          |             |                             |                    |                           |                           |                           |

### Bobcats de l'Ohio
Avec un bilan global en saison régulière de 9 victoires et 3 défaites (7-1 en matchs de conférence), Ohio est éligible et accepte l'invitation pour participer à l'Arizona Bowl 2022.
Ils terminent 1er de la Division East de la Mid-American Conference mais perdent 7 à 17 la finale de conférence jouée contre les Rockets de Toledo et comptent ainsi un bilan de 9 victoires et 4 défaites avant le bowl.
À l'issue de la saison 2022 (bowl non compris), ils n'apparaissent pas dans les classements CFP, AP et Coaches.
Il s'agit de leur première participation à l'Arizona Bowl.
| Logo     | Postes                                             | Joueurs                                            | Statistiques                                                      |
| -------- | -------------------------------------------------- | -------------------------------------------------- | ----------------------------------------------------------------- |
|          | Quarterback                                        | Kurtis Rourke                                      | 244/353 passes réussies pour 3 257 yards, 25 TDs, 4 interceptions |
| Coureur  | Sieh Bangura                                       | 197 courses pour 940 yards nets gagnés et 14 TDs   |                                                                   |
| Receveur | Sam Wiglusz                                        | 69 réceptions pour 850 yards et 11 TDs             |                                                                   |
| Effectif | Listing et statistiques du roster 2022 des Bobcats | Listing et statistiques du roster 2022 des Bobcats |                                                                   |

### Cowboys du Wyoming
Avec un bilan global en saison régulière de 7 victoires et 5 défaites (5-4 en matchs de conférence), Wyoming est éligible et accepte l'invitation pour participer à l'Arizona Bowl 2022.
Ils terminent 3e de la Division Mountain de la Mountain West Conference derrière Boise State et Air Force.
À l'issue de la saison 2022 (bowl non compris), ils n'apparaissent pas dans les classements CFP, AP et Coaches. 
Il s'agit de leur 2e participation au Arizona Bowl :
| Saison | Date             | Vainqueur | Score   | Finaliste                 | Bilan     |
| ------ | ---------------- | --------- | ------- | ------------------------- | --------- |
| 2019   | 31 décembre 2019 | Wyoming   | 38 - 17 | Panthers de Georgia State | V : 1 - 0 |

| Logo     | Postes                                             | Joueurs                                            | Statistiques                                                     |
| -------- | -------------------------------------------------- | -------------------------------------------------- | ---------------------------------------------------------------- |
|          | Quarterback                                        | Andrew Peasley                                     | 126/245 passes réussies pour 1 288 yards, 9 TDs, 8 interceptions |
| Coureur  | Titus Swen                                         | 207 courses pour 1 039 yards nets gagnés et 8 TDs  |                                                                  |
| Receveur | Josh Cobbs                                         | 35 réceptions pour 407 yards et 2 TDs              |                                                                  |
| Effectif | Listing et statistiques du roster 2022 des Cowboys | Listing et statistiques du roster 2022 des Cowboys |                                                                  |